# Lakena United
Lakena United ist ein Fußballverein aus Nanumea. Seine Spiele trägt er wie alle anderen Clubs in Tuvalu im 1.500 Plätze großen Stadion in Funafuti aus.

## Erfolge

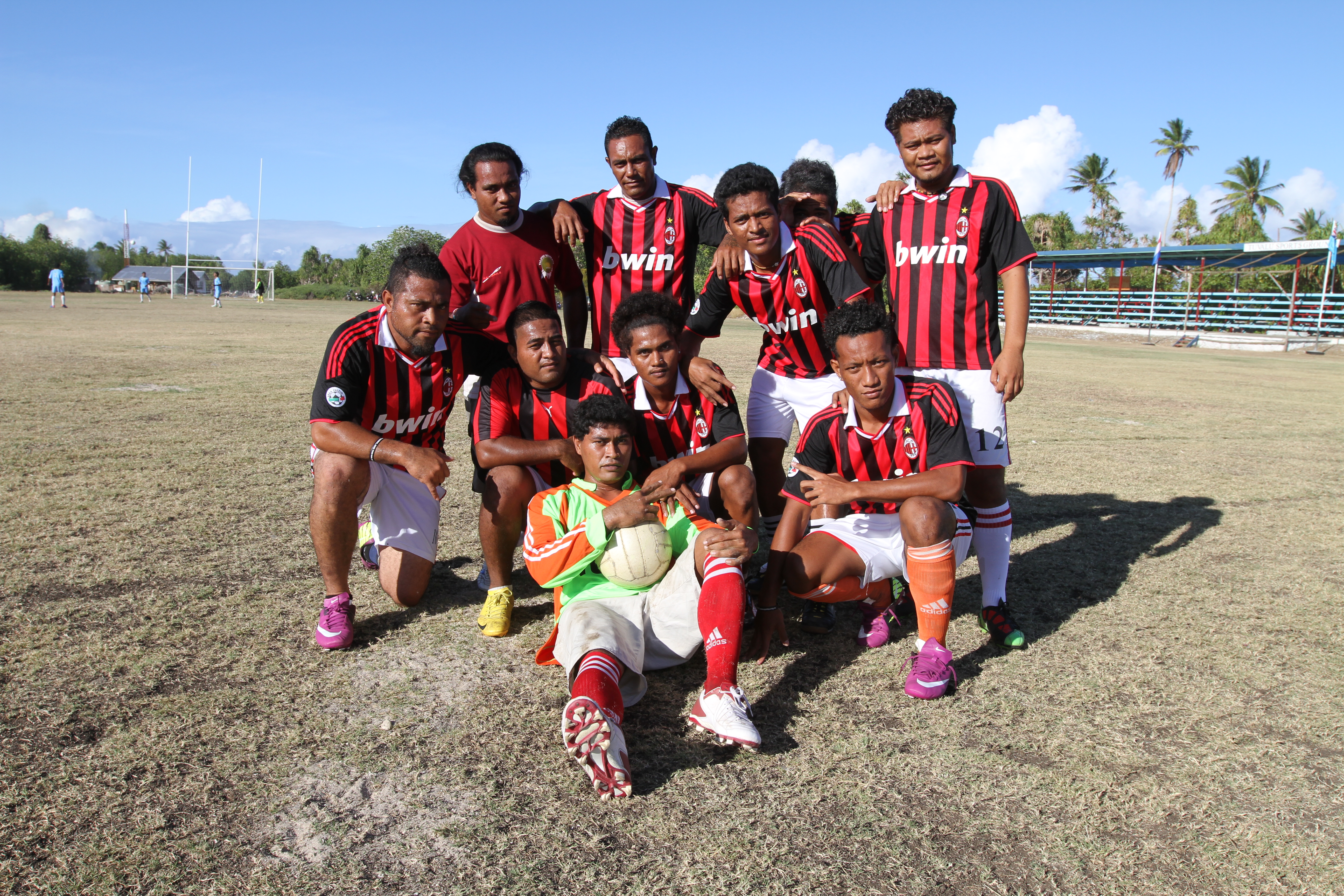
Lakena United

- Tuvalu A-Division: 2

2004, 2006
- Independence Cup: 1

2002
- Christmas Cup: 1

2011